# 下田村 (奈良県)
下田村（しもだむら）は奈良県北西部、北葛城郡に属していた村。現在の香芝市中心部、近鉄大阪線近鉄下田駅、和歌山線香芝駅周辺にあたる。

## 歴史
- 1889年（明治22年）4月1日 - 町村制の施行により、下田村、逢坂村、狐井村、北今市村、五ヶ所村が合併して葛下郡下田村が発足。
- 1897年（明治30年）4月1日 - 所属郡を北葛城郡に変更。
- 1956年（昭和31年）4月1日 - 五位堂村・二上村・志都美村と合併して香芝町が発足。同日下田村廃止。

## 交通

### 鉄道路線
- 近畿日本鉄道
  - 大阪線
    - 近畿日本下田駅（現・近鉄下田駅）
- 日本国有鉄道
  - 和歌山線
    - 下田駅（現・香芝駅）

### 道路
- 国道165号
- 国道168号